# Traitor (American Horror Story)
"Traitor" es el séptimo episodio de la octava temporada de la serie de televisión de antología American Horror Story. Se emitió el 24 de octubre de 2018, en FX. El episodio fue escrito por Adam Penn, y dirigido por Jennifer Lynch.

## Argumento
Al principio, se muestra a la reina del vudú Dinah Stevens (Adina Porter), quitándole el corazón a una mujer a través de la magia negra con un muñeco vudú, luego hace un batido con el corazón y otros ingredientes incluyendo uñas de los pies, para hacer que el marido de una mujer se lo trague, provocandole un desmayo, solo, para que este se olvide de su amante y se fije solo en ella. Luego sale de la casa y Cordelia (Sarah Paulson) aparece, con el fin de pedirle ayuda organiza una reunión con Papa Legba (Lance Reddick).
Luego se muestra la filmación de una película de terror navideña con el nombre de A Christmas to Dismember, actuada por la actriz bruja Bubbles McGee (Joan Collins) especializada en la lectura de los pensamientos y las "almas" de los demás. En ella se muestran a dos ancianos abriendo sus regalos de Navidad, pero la anciana se disgusta, cuando, ve su regalo y observa que le disgusta, solo por la estatura, esta decide matar al anciano, cortándole el abdomen, saliendosele los intestinos y muriendo, luego descubre por el noticiero que un asesino decapitador disfrazado de Santa Claus escapó de un manicomio, y este entrando a la casa, por la chimenea, intenta matar a la anciana, pero todo se arruina. Luego aparece en la pausa Madison Montgomery (Emma Roberts) y le anuncia, que la convocaron, porque necesitan su ayuda. En la cena Madison, Bubbles y Myrtle Snow (Frances Conroy), Myrtle le pide a McGee que asistan a la Escuela de Hechiceros en Hawthorne, para hacerles una cena, con el fin de averiguar lo que Ariel (Jon Jon Briones) y Baldwin (BD Wong) están planeando.
Dinah y Cordelia, hacen el ritual para llamar a Legba, para que este abra las puertas del inframundo, y envíen a Michael Langdon (Cody Fern), a vagar en el durante toda la eternidad, luego aparece Nan (Jamie Brewer), diciéndole que se está divirtiendo mucho en el infierno, pero extraña a sus amigas. Legba le pide a cambio, el alma de todas las brujas, al rechazar la oferta, Legba y Nan se retiran.
En la Academia de la Sra. Robichaux, Coco (Leslie Grossman), les cuenta a Zoe (Taissa Farmiga), Queenie (Gabourey Sidibe) y Mallory (Billie Lourd), que ha descubierto un nuevo poder, siendo el poder de verificar cuantas calorías tiene un producto alimenticio, así ya este probado. Luego Coco, come una bola de nieve mordida y se atraganta, cayendo al suelo y muriendo. Mallory la hace cobrar vida abriéndole el cuello y sacando la bola, y Zoe afirma que nunca había visto nada parecido y ni sabía que se podía hacer. Más tarde, Cordelia le cuenta a Zoe que se está debilitando y le pide que la lleve a su habitación y Zoe le cuenta que el nuevo Supremo no será Michael, sino Mallory.
Myrtle y Bubbles le prepararon una cena a Ariel y Baldwin a modo de disculpas, en la cena, Bubbles, le lee la mente a Ariel y Baldwin, mientras Myrtle les cuenta la historia de como consiguieron una la botella de vino de marca, y descubre que saben de la muerte de John Henry (Cheyenne Jackson), además de planear matar a todas las brujas. En la cena con las brujas y Behold (Billy Porter), Cordelia admite que durante algún tiempo ella había sentido una amenaza inminente, por lo que llevó a Myrtle a la vida. Luego, las brujas van a una gasolinera, donde Zoe atrae las cenizas de Henry y Mallory, lo revive, completando la prueba de las "Siete Maravillas".
John le cuenta a las brujas, en la Academia, sobre su muerte y la mujer que lo asesinó. Cordelia le pide a Coco, que encuentre a Miriam Mead (Kathy Bates). Luego, Coco sigue a Miriam, mientras compra carne y pesuñas en el supermercado. En el estacionamiento, Miriam, sube al auto y aparece Coco, y al darse cuenta, le dispara con el arma e inesperadamente es secuestrada por hombres que trabajan para el aquelarre.
En la Escuela de Hechiceros en Hawthorne, Baldwin le enseña a Ariel un polvo capaz de matar a las brujas por dentro. Pero al no saberlo, Baldwin le sopla un poco de polvo a Ariel creyendo que lo iría a matar, y se preguntan que iría pasar al darse de cuenta. Luego aparecen Cordelia, Myrtle y los hombres que trabajan para ellas, diciendo que el polvo era plagiado, ya que en 1590, una bruja llamada Agnes Sampson, elaboró una fórmula idéntica, pero no pudo probarla ya que fue quemada en la hoguera. Cordelia, usa sus poderes para destruir el polvo y privar a Ariel y Baldwin de la boca. El día después, las brujas y los hombres que trabajan para ellas, llevan a Miriam, Ariel y Baldwin a quemar a la hoguera, siendo cada uno puesto en una base. De acuerdo con la tradición, según la cual un hechicero solo puede matar a un hechicero, aparece John y le echa gasolina a Miriam, de últimas palabras, Miriam exclama la vista previa de la llegada del reino de su padre, Satanás que limpiará el mundo. Después, le prenden fuego y mueren quemados.

## Recepción
"Traitor" fue visto por 1,85 millones de personas durante su emisión original, y ganó un 0,9 por ciento de audiencia entre los adultos de 18 a 49 años.
El episodio recibió la mayoría de los comentarios positivos. En el sitio web Rotten Tomatoes, "Traitor" tiene un índice de aprobación del 82%, basado en 11 reseñas con un índice medio de 6,0/10. El consenso crítico dice: "La difícil colocación de la mesa no impide que el "Traidor" tenga su pastel y se lo coma también, volviendo hábilmente a su forma acampada con una amplia sangre y un aquelarre totalmente reunido".
Ron Hogan de Den of Geek dio al episodio un 3/5, diciendo, "Las opciones estilísticas-especialmente el segmento de películas de estilo de los 70's y el vudú de apertura en frío-trabajan realmente bien. Lynch tiene un gran ojo, y es experta en el estilo de la casa de American Horror Story, particularmente en el noticiero de la resurrección de John Henry. También tiene un gran dominio de los actores involucrados, y la decisión de hacer que Miriam se enfrentara a su ardiente muerte con una sonrisa alegre fue brillante. Puede que no tenga poderes mágicos o que sea hija de Satanás, pero hay algo verdaderamente malo en ella que le da un verdadero poder que los demás no pueden replicar".
Kat Rosenfield de Entertainment Weekly dio una B al episodio. Criticó la escena con Papa Legba y Nan, comentando que "sirve sobre todo como servicio de fans [...] y la trama de la serie avanza como por un milímetro". Tampoco era fanática de las múltiples conveniencias de la trama, como durante la escena de la cena con los hechiceros o cómo Coco localizó a Mead. Sin embargo, disfrutó del nuevo personaje de Collins, llamándola "un glamour envejecido" y "un activo útil para la próxima obra del aquelarre". También elogió el desarrollo del carácter de Dinah, pero también el de Mallory y Behold.